# Reprezentacja Nowej Zelandii w piłce nożnej kobiet
Reprezentacja Nowej Zelandii w piłce nożnej kobiet – to najważniejszy żeński zespół piłkarski w kraju, powoływany przez selekcjonera, w którym występować mogą występować zawodniczki posiadające obywatelstwo Nowej Zelandii. Za jej funkcjonowanie odpowiedzialny jest Nowozelandzki Związek Piłki Nożnej - New Zealand Football. Zespół trzykrotnie uczestniczył w mistrzostwach świata, podczas których dotychczas nie zwyciężył w żadnych spotkaniu. Zwycięzca pierwszej edycji Pucharu Azji w 1975 roku. Sześciokrokrotny zwycięzca Pucharu Narodów Oceanii.

## Udział w imprezach międzynarodowych
Igrzyska Olimpijskie
- 1996: Nie zakwalifikowała się
- 2000: Nie zakwalifikowała się
- 2004: Nie uczestniczyła
- 2008: Faza grupowa
- 2012: Ćwierćfinał
- 2016: Faza grupowa

Mistrzostwa Świata
- 1991 - Faza grupowa
- 1995 - 2003 - nie zakwalifikowała się
- 2007 - Faza grupowa
- 2011 - Faza grupowa
- 2015 - Faza grupowa
- 2019 - Faza grupowa